# Groote Kaap
De Zanddijk-Groote Kaap is een ronde rood geverfde stalen vuurtoren met een wit lichthuis aan de Noordzeekust in de duinen tussen Groote Keeten en Julianadorp aan Zee op het grondgebied van de gemeente Schagen.
De oorspronkelijke toren werd gebouwd in 1966 en verving toen een opengewerkte lichtopstand op die locatie. Aanvankelijk was de toren het hoge licht van een lichtlijn. In 1985 werd het lage licht gesloopt en werd het hoge licht vervangen door een vrijwel identieke toren. Sindsdien is de toren een sectorlicht.
De toren is 16,8 meter hoog en het licht heeft een hoogte van 32 meter boven de middenstand. Op de lichtenlijst, waar alle lichtbakens in vermeld staan heeft de toren het internationale nummer B0849 en nationaal: 1482. Tegenwoordig zit er led-verlichting in de toren.
De toren is een gemeentelijk monument.

## Licht
- Zichtbaarheid in zeemijlen: Wit 11, Rood 8 en Groen 8
- Lichtkarakter: Oc WRG 10s
- Lichtbron: LED